# فرانسیسکو خوزه بونت
فرانسیسکو خوزه بونت (انگلیسی: Paco Bonet؛ زادهٔ ۲۷ ژوئن ۱۹۵۹) بازیکن فوتبال اهل اسپانیا است.
از باشگاه‌هایی که در آن بازی کرده‌است می‌توان به باشگاه فوتبال الچه، باشگاه ورزشی رئال مایورکا، و باشگاه فوتبال رئال مادرید اشاره کرد.
وی همچنین در تیم ملی فوتبال اسپانیا بازی کرده‌است.